# Gracixalus seesom
Gracixalus seesom é uma espécie de anfíbio gimnofiono da família Rhacophoridae. Está presente na Tailândia. A UICN classificou-a como em perigo de extinção.